# Matthias Heidemann
Matthias Heidemann (7 de fevereiro de 1912 - 30 de novembro de 1970) foi um futebolista alemão que competiu na Copa do Mundo FIFA de 1934.